# Pinguim-africano

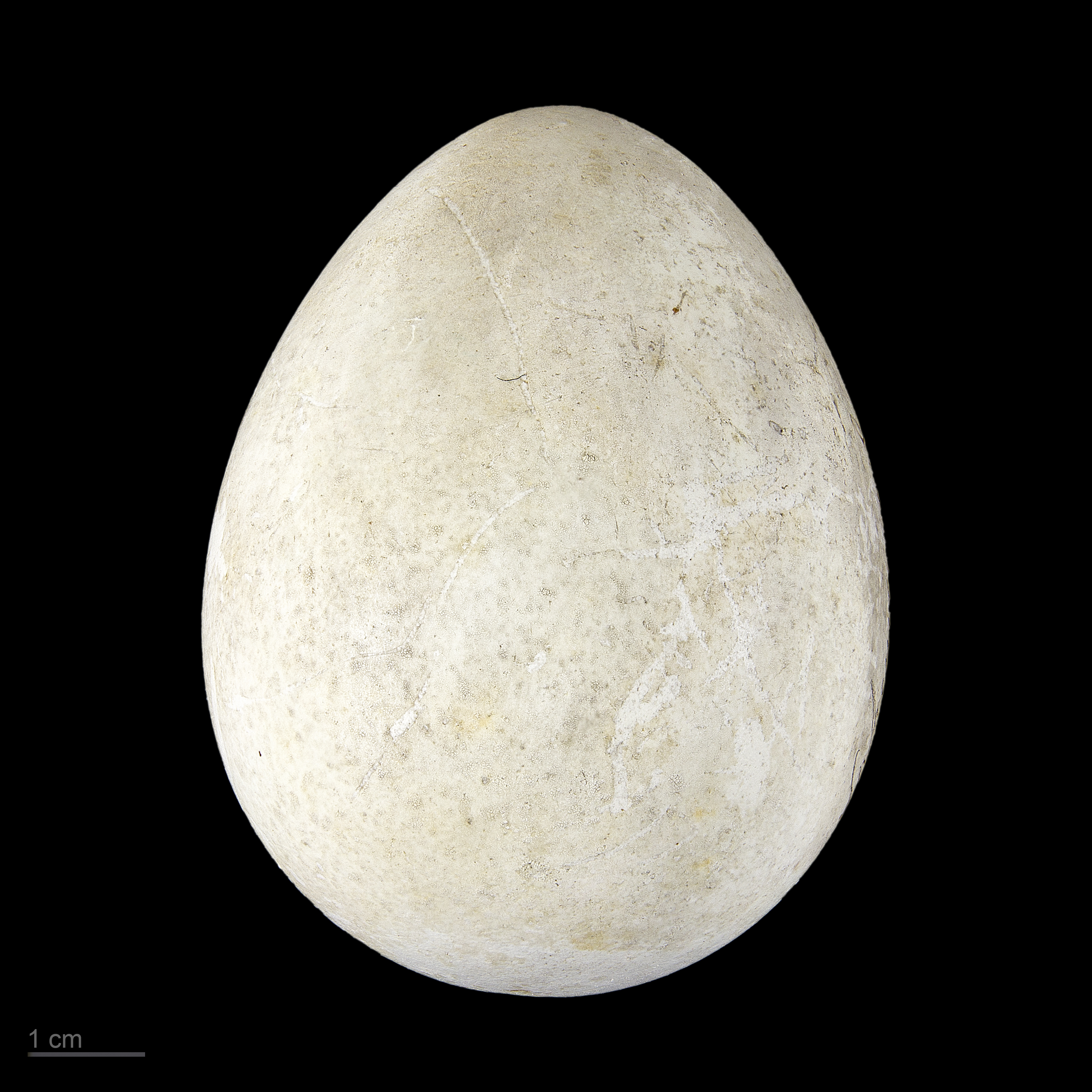
Ovo de Spheniscus demersus. Museu de Toulouse, França, 2018

O pinguim-do-cabo (Spheniscus demersus), também conhecido como pinguim-africano, soliticário[carece de fontes?] ou mangote,[carece de fontes?] é a única espécie africana de pinguim, atualmente considerada criticamente ameaçada de extinção, dentre outros motivos pelos derramamentos de óleo na costa africana, apesar dos cuidados prestados pela Fundação Sul-Africana de Conservação de Aves Litorâneas. Vivem na costa sudoeste de África, contando com cerca de 60 centímetros de comprimento, e pesando entre 2,4 e 3,6 kg, um pouco mais leves que os pinguins-de-humboldt. Têm uma faixa negra em volta da barriga branca e uma mancha preta no queixo e rosto separando da coroa por uma ampla faixa branca. Os machos tendem a ser um pouco maiores que as fêmeas. Os filhotes têm uma coloração azul-cinzento. Eles têm manchas rosadas acima dos olhos, e alguns pontos negros aleatórios no tórax e na barriga.

## Características
Os pinguins africanos se alimentam de peixes como o biqueirão, sardinha, carapau e arenque, mas também comem lulas e crustáceos. Quando na caça de presas, os pinguins africanos  podem alcançar a velocidade máxima  perto de 20km / h.
Os pinguins africanos vivem em colônias. Começam a reproduzir entre dois a seis anos de idade, mas normalmente aos quatro anos. Os pinguins africanos são monógamos. Cerca de 80–90% dos casais permanecem juntos na reprodução. Costumam colocar dois ovos, embora não seja comum a sobrevivência dos dois filhotes. O período de incubação é de cerca de 40 dias, sendo que o pai e a mãe participam igualmente na incubação. Os adultos continuam a alimentar os filhotes, enquanto eles permanecem na colônia.